# Marcus Valerius Volusus
Marcus Valerius Volusus was een Romeins politicus, die in 505 v.Chr. consul van de Romeinse Republiek was.
Valerius Volusus was lid van de patricische gens Valeria, een van de vijf gentes maiores, de belangrijkste patricische families van Rome. Hij was de broer van viervoudig consul Publius Valerius Publicola en Manius Valerius Maximus, die in 494 v.Chr. dictator was.
In 505 v.Chr. werd hij samen met Publius Postumius Tubertus tot consul gekozen. De consuls versloegen nabij Tibur de Sabijnen en kregen terug in Rome een triomftocht.
In 496 v.Chr. vocht hij onder Aulus Postumius Albus Regillensis tegen de Latijnen in de Slag bij het Meer van Regillus, waarbij Valerius Volusus om het leven kwam.